# غويلرمو سيردا
غويلرمو سيردا (بالإسبانية: Guillermo Cerda)‏ هو لاعب كرة قدم مكسيكي، ولد في 13 فبراير 1984 في مدينة مكسيكو في المكسيك. لعب مع نادي أمريكا ونادي بويبلا ونادي سان لويس.

## وصلات خارجية
- غويلرمو سيردا على موقع قاعدة بيانات كرة القدم.إي يو (الإنجليزية)
- غويلرمو سيردا على موقع Soccerway.com (الإنجليزية)